# 아켈로오스

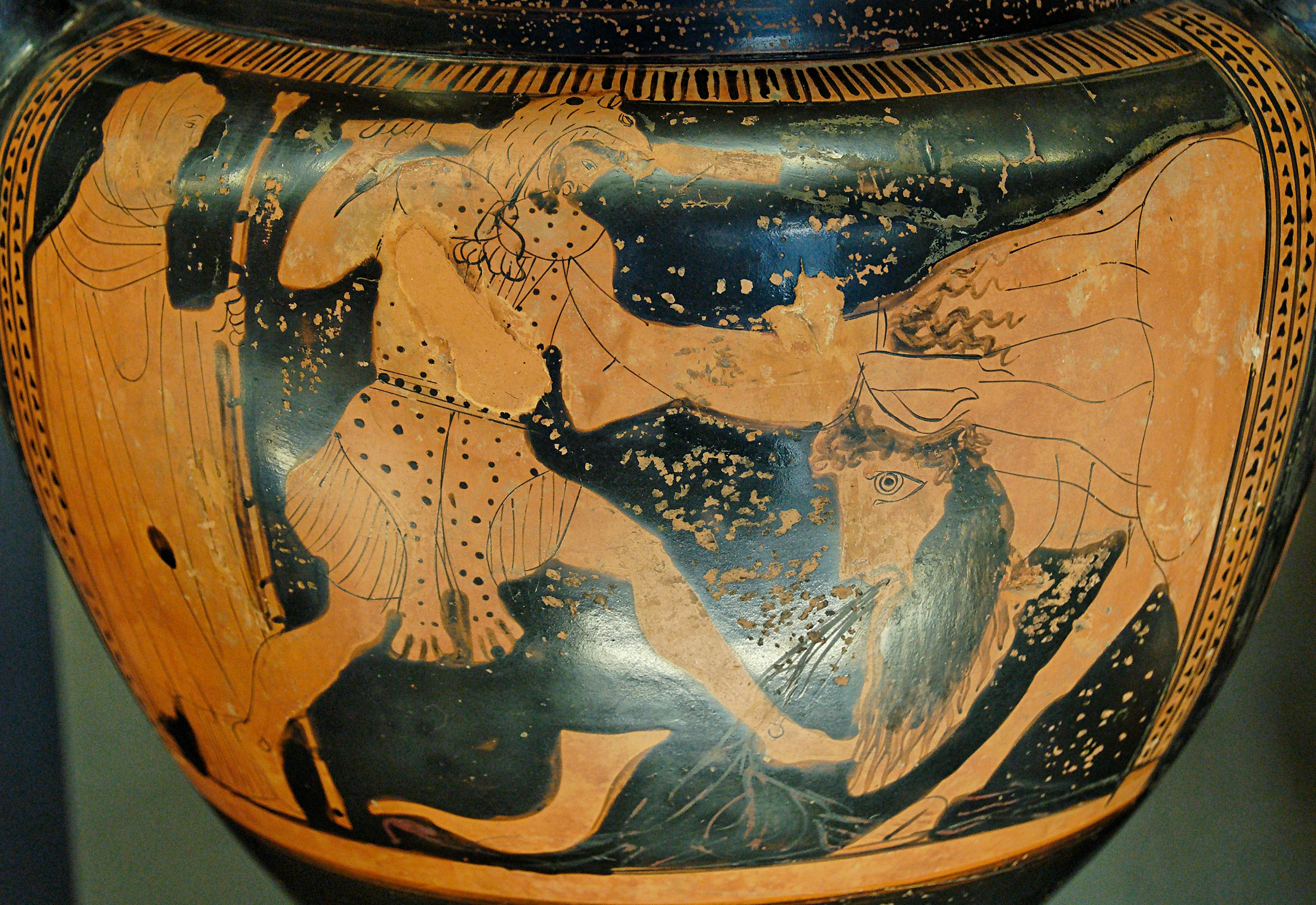

아켈로오스(Ἀχέλῷος, Acheloos, Achelous)는 그리스 신화에 등장하는 강의 신이다.
오케아노스와 테이테스의 아들 일주로, 그리스 북서부로부터 파토라이코스 만, 지중해로 흐르는 서그리스 주 지방 최대 하천 아켈로스 강의 하신.

## 용모
변신방법을 자랑으로 여기고 있어 여러 가지 모습이 될 수가 있다. 그 중에서도 숫소나 큰뱀이 되는 것으로 알려진다.
본래의 용모는, 상반신이 인간의 신체, 머리에는 숫소와 같은 뿔, 수염과 긴 머리카락을 가졌으며, 하반신은 뱀과 같은 물고기의 모습이다.

## 사건
헤라클레스가 칼리돈 왕 오이네우스의 딸 데이아네이라에게 구혼했을 때, 아켈로오스도 데이아네이라에게 구혼을 했기 때문에, 데이아네이라를 둘러싸고 양자가 격렬하게 싸우게 되었다. 여러 가지 모습으로 변신해 아켈로오스는 헤라클레스를 번농했지만, 숫소의 모습이 되었을 때, 다른 한쪽의 뿔을 헤라클레스에 꺾어져서 항복해, 그 다음은 아켈로스의 강바닥에서 상처를 달랬다.
그러나, 매년 봄이 가까워지면, 상처 자국으로부터 패배한 것을 생각해 내, 분노에 몰려 홍수를 일으킨다고 한다.
덧붙여 헤라클레스가 꺾은 아켈로오스의 뿔은, 과일이나 재보를 무진장하게 낳는 마법의 뿔 「풍양의 뿔」이 되었다고 여겨진다.
또, 접힌 뿔의 상처로 흐른 피가 세이렌을 탄생시켰다고도 말해진다.